# Dobrosławów
Dobrosławów – wieś w Polsce położona w województwie lubelskim, w powiecie puławskim, w gminie Puławy. 
W latach 1975–1998 miejscowość administracyjnie należała do ówczesnego województwa lubelskiego.
Wieś stanowi sołectwo gminy Puławy. Według Narodowego Spisu Powszechnego z roku 2011 wieś liczyła 243 mieszkańców.
We wsi znajdują się Zakłady Mięsne "Dobrosławów".
Na obecny obszar miejscowości składają się 3 części położone po obu stronach drogi Puławy-Zwoleń:
- Dobrosławów "wieś" - jej najstarsza historyczna część
- Dobrosławów "przy szosie"
- Dobrosławów "za rzeką".

Wieś powstała pod koniec XIX w. na terenie majątku Pachnowola. Nazwa Dobrosławów pojawiła się w 1901 r. i pochodzi prawdopodobnie od imienia jednego z dziedziców Pachnowoli (Dobrosław, Dobrosława). 
I Wojna Światowa pociągnęła za sobą wiele zniszczeń oraz aktów przemocy na ludności cywilnej. Miejscowość pozostawała pod okupacją wojskową Austro-Węgier. Tereny ówcześnie wspólnego sołectwa Dobrosławów-Pachnowola, w czasie walk w latach 1944-1945 znalazły się na przyczółki puławskim, na pierwszej linii frontu po stronie radzieckiej, przez co uległy całkowitemu zniszczeniu. Część ludności wysiedlono, pozostałych na okres działań wojennych przeniesiono w okolice Lublina.
Wierni kościoła rzymskokatolickiego należą do parafii św. Józefa Oblubieńca w Zarzeczu lub do parafii św. Wojciecha w Górze Puławskiej.